# Paszuki (Białoruś)
Paszuki (biał. Пашукі; ros. Пашуки) – wieś na Białorusi, w obwodzie brzeskim, w rejonie kamienieckim, w sielsowiecie Nowickowicze. W 2009 roku liczyła 87 mieszkańców.